# Michael Polite
Michael Emerette Polite, (nacido el 17 de mayo de 1968 en Patterson, Nueva Jersey) es un exjugador de baloncesto estadounidense. Con 2,01 de estatura, su puesto natural en la cancha era el de alero. 

## Trayectoria
[actualizar]